# Список істот «Зоряних війн»
Список створінь у всесвіті Зоряних Війн.

## А

### Аак
Довгі та швидкі ящіркоподібні істоти. Вони часто були домашніми тваринами у джедаїв. Рідною планетою є Харуун Кал.

### Айвга
Водні ссавці завдовжки до 10 м, які трохи нагадують дуже великих майноків або китоподібних. Вважається, що рідною планетою істоти є Набу, але вона також живе на Каміно. Вони мешкають в океанах і у небі над ним. Гунгани і каміноанці їздять на них верхи.

### Аклей
Аклей є великою нерозумною істотою, що нагадує земного богомола. Це ракоподібна істота. Вона оснащена трьома очима і шістьма ногами з чотирма члениками. Ноги закінчуються подовженими кігтями, що призначені для захисту від нападу з повітря. Це м'ясоїд, він володіє ротом з довгими, гострими зубами, які він використовує для лову риби. Рідною планетою аклея є Вендакс, але істота адаптовулась до інших середовищ і заселила такі планети як Фелуцен і Дженозіс. Одна з них була убита Обі-Ван Кенобі під час Битви на Джеонозісі.

### Англер
Ракоподібний багатоокий молюск з планети Явін 4. Істота полює на підводну здобич, таку як водяний гундарк і рожева саламандра, звісивши щупальця-клешні нижче поверхні води.

### Ануба
Ануби — хижаки, що поширені по всій Галактиці. Батьківщиною цих тварин є планети Татуїн та Корусант. Їх використовували як домашніх тварин для стеження і захисту. Незважаючи на свій грізний вигляд вони ласкаві до господаря; також вони могли захищати і доглядати за дітьми.

### Асиїріак
Асихріак живе в лісах планети Кашиїк. Він проводить більшу частину свого часу у верхньому ярусі лісу. Має витягнуту голову і загострену морду, наповнену гострими зубами. Він має шість ніг, які розташовані вздовж гнучкого хребта, щоб забезпечити високу маневреність. Кожна нога має чотири пальці, які закінчуються гострими як бритва кігтями. Його тіло вкрите довгим каштановим волоссям, на спині зеленого забарвлення.
Асиїріаки в першу чергу полюють на птахів та інших дрібних тварин. Він може нападати на дітей вукі. Зимують в холодну пору року у порожнинах дерев.

## Б

### Бандара
Бандари — піщані жуки з планети Деварон, які живуть величезними роями на мілині і пляжах вздовж річок. Звук який видає жук під час шлюбних ігор улітку може бути нестерпним для слуху людини.

### Банта
Велика травоїдна тварина з великими вигнутими рогами і товстою волохатою шкірою, невибаглива, здатна виживати практично в будь-якому кліматі. Бант можна виявити майже у всіх сільськогосподарських системах. Стада волохатих бант населяють пустелі Татуїна, а також луки і рівнини інших планет по всій Галактиці, однак батьківщина тварини невідома.

### Белдон
Величезна літаюча істота, що живе у нижніх шарах атмосфери на планеті Беспін. Ці істоти виростали до 0,8-10 км. Їхнє тіло наповнене газом. Вони здатні засвоювати неорганічні речовини та дивитись атмосферним планктоном. Подорожують великими стадами.

### Бергруутфа
Бергруутфи — великі, заввишки 7 м, травоїдні тварини з планети Телок Ол-сен. Вони мають броньований комірець навколо голови. Використовуються як сільськогосподарські та в'ючні тварини.

### Бленджільський піщаний черв'як
Велетенська м'ясоїдна гусеницеподібна істота з круглим ротом, заповненим гострими зубами. Мешкає на планеті Бленджіл. Черви є сліпими, але можуть виявити рух за допомогою вібрації.

### Блістмок
Блістмок — ящірка, уродженець планети Мустафар.

### Блуррг
Блургги були двоногими істотами, які використовувались як в'ючні тварини у ряді світів, що розташовані по всій галактиці, включаючи планети Рілот і Зигеррія.

### Болотний слимак
червоподібне істота, яка живе на планеті Дагоба. пожирає практично все, що йому вдається схопити в широку беззубу пащу.

### Бома
Велика, зелена, чотиринога істота, яка живе на планеті Дксун.

### Боркату
Чотириногий ящер родом із планети Ескабар, що помирився по тисячі цивілізованих планетах, де харчується у побутових смітниках. До 0,5 метра (1,6 футів) завдовжки, захищений від навколишнього середовища і хижаків міцними, броньованими пластинами.

### Бордок
Бордок — травоїдна конеподібна тварина, яка живе на лісистому місяці Ендор. Вони мають прямостоячу гриву і короткі вузлуваті роги по обидві сторони голови. Вони використовуються евоками як в'ючні тварини.

### Ботан
Ботани — покриті хутром гуманоїди заввишки приблизно 1,5 метра з планети Ботавуї та декількох колоніальних світів. Фізичний вигляд ботанів мав схожі риси з собаками, кіньми і кішками. Ця раса була відома мистецтвом політики і шпигунства, любов'ю до інтриг і вивертів.

### Бурса
Хижі чотириногі істоти, що мешкають на планеті Набу.

## В

### Вайнок
Підвид майнока з планети Каларба.

### Вампа
Зловісні м'ясоїдні примати, що мешкають на холодній планеті Хот. Вони були напіврозумною расою хижаків, зріст яких досягає триметрової висоти. Популяція вамп процвітала, так як суперників порівнянних за силою на планеті більше не було. Єдиними перешкодами в поширенні виду був брак їжі.

### Вандрелла
Величезний всеїдний черв'як рожевого кольору з коричневими смугами, що живе в болотах планети Мімбан. На голові у нього розташовано безліч «очей» і зубаста паща. Вандрелла мало вивчена, тому невідомо, чи користується вона зором або знаходить свої жертви за допомогою інших органів чуття. Вандрелла невразлива для бластерних пострілів по її шкірі, її можна вбити тільки влучним пострілом в око.

### Варактил
Досить великі тварини, схожі на ящірок. В основному зустрічалися на планеті Утапау. Могли досягати в довжину 15 метрів.

### Велетенський упік
Нелітаюча істоа з планети Параматан з рудиментарними крилами. Вони використовують ехолокацію, щоб шукати здобич і оглушити її потужними ультразвуковими хвилями, що виходять з горлових. Крім того, вони мають сумку на спині. Цей смертельний мішок випускає токсичний запах.

### Великий крайт-дракон
Рідкісний підвид крайт-дракона на Татуїні, розміром до 100 м завдовжки. Має 10 ніг і блакитну луску. Живиться плотю, в основному, бантами, іноді, у рідкісний випадках, сарлакками. C-3PO проходить повз скелета неповнолітнього в епізоді Нова надія.

### Велкер
Зореподібні літаючі істоти, що поширені на планеті Беспін.

### Весп
Отруйні ящірки, які живуть на планеті Лок.

### Вірмок
Сторожові істоти, що поширені на Набу і Мімбані. Вони схожі на довготелесих і величезних горил. Корисні як охоронці, тому що вони майже несприйнятливі до бластерного вогню.

### Водяний Гундарк
Середнього розміру хижак з планети Явін 4. Полює у перекатах річок і озер. Він має кілька наборів очей, за допомогою яких одночасне бачить під та над водою.

### Вомп-щур
М'ясоїдні, шкідливі, численні гризуни, які мешкали на безводній планеті-пустелі Татуїн. Ці тварини ділилися на кілька підвидів.

### Ворнскр
Собакоподібні хижаки, що зустрічаються на планеті Міркр. Володіють незвичайною здатністю полювати за допомогою Сили. Вони дикі, агресивні і злісні звірі.

### Врейд
Великі нерозумні рептилії, що жили на багатьох пустельних планетах, таких як Коррібан і Татуїн, але також зустрічалися на планетах типу Тайтон.

### Вуду
Велетенські хижі наземні птахи родом з Татуїна.

### Вузлуватий білий павук
Дивний організм системи Дагоба: це по суті німфа дерева Гнарл, що нагадує гігантського павукоподібного, який кочує болотами і пожирає тварин. Зрештою він вростає у землю і стає зрілим деревом.

### Вукі
Розумна раса високих, вкритих шерстю гуманоїдів, що жили на планеті Кашиїк. Найвідомішим представником раси вукі був Чубакка, найкращий друг і другий пілот Хана Соло, який брав активну участь в Галактичній громадянській війні. Вуки були вкрай сильні

### Вуламандер
Мавпоподібні тварини з планети Явіна IV. Тіло синього забарвлення, довгий, різнобарвний хвіст, грубий живіт і різнобарвне обличчя.

### Вулкарск
Шестинога істота з планети Джоралла. Це самотні хижаки, що полювали в джунглях цієї планети.

### Вурпак
Зграйні, маленькі м'ясоїдні істоти, які виглядають як кулі з хутра, що стоять на палицеподібних ногах. Вони утримуються як домашні тварини на Набу.

## Г

### Галумп
Рослиноїдна рептилієподібна істота (хоча насправді це ссавці), що зустрічається на Татуїні.

### Ганадак
Великі м'ясоїдні примати з темно-фіолетовим хутром і різнокольоровими плямами на морді, що мешкають на супутнику Ендора. На полюванні вони використовують свої гострі зуби і кігті.

### Ганджуко
Великі, масивні істоти з планети Фенн з дзьобами і товстим волоссям. Сягали заввишки 3,5 м. Незважаючи на вагу у 600 кг вони можуть обігнати більшість людей. Їхні дзьоби були цінними, так як їх використовували в обробленні дорогих кинджалів. У часи Республіки вони поширелись на інші світи в секторі Дуфільвіан, а також у деякі світи в секторі Ботан, такі як Котліс і Ботавуї.

### Гаррал
Гаррали це вовкоподібні істоти, які живуть в лісах планет Вейланд і Чолганна.

### Гартро
Маленький, драконоподібний птах, що живе на планеті Корусант. У них є крила, хвіст з шипами і щелепи, заповнені гострими зубами. Гартро є всеїдними істотами і абсолютно нешкідливими для людей.

### Гатти
Гатти є огрядними, слимакоподібними істотами родом з планети Нал Гатта. Багато з них є дуже жадібними і ненажерливими. Деякі відомі гатти, такі як Джабба Гатт, є кримінальними баронами.

### Гест
Великі хижі змієподібні рептилії родом з болотяних джунглів планети Родія. Тіло довге, зеленого забарвлення з клешнями і гострими зубами. Вони воліли влаштовувати засідки на здобич поблизу болотистих берегових ліній під водою, рідко полювали на суші.

### Гізка
Маленькі, жабоподібні істоти, які поширені по всій Галактиці. Адаптуються до майже будь-якого середовища дуже швидко і так само швидко відтворюються.

### Горг
Жабоподібні істоти, що розводяться на фермах Татуїна. Ними живилися деякі раси, зокрема гатти та гунгани.

### Горнт
Одомашнені істоти з планети Хетар, відомі своєю всеїдністю. Вони були завезені на багато сільськогосподарських планети, включаючи Пакрік-Мінор. Горнт досягав завдовжки 1 метр і більше. У нього було чотири кінцівки: дві маленькі передні ноги і дві задні, більші. На голові горнта ріс ріг, а рот був оточений вусиками, які вони використовували, щоб харчуватися. Горнти їли практично все, через різноманітність раціону, їхнє м'ясо було незвичайно поживним. Ця тварина була виявлена на планеті Галактичною Республікою, яка відразу відзначила поживність їхнього ніжного смачного м'яса. Пізніше м'ясо увійшло до раціону солдатів Галактичної Імперії.

### Горог
Величезне створіння, що використовується в підземній арені на Като Неймодія. Горог нагадує мавпу і сягає близько 15 метрів у висоту. У горога є кілька незалежних один від одного сердець, тому, навіть втративши одне з них, горог не помре, хоча це помітно погіршить його стан. У деяких особин на нижній щелепі були 4 вигнутих ікла (можливо, відмінна ознака самців).

### Госка
Травоїдні стадні тварини, що живуть на рівнинах планети Ессовин, і є основним джерелом їжі для зауртонів, місцевих розумних істот.

### Гоффбірд (Тітавіан)
Велика, фіолетова птеродактилеподібна істота з розмахом крил понад 100 м, що зустрічається на планеті Набу. Має велике пір'я на грудях, яке використовують гунгани. Є великий отвір під горлом, який виділяє секрецію червонуватого кольору, щоб привабити інших гоффбірдів.

### Гразер
Травоїдні гладкі тварини з шипами на спині і великим вим'ям. Вони живуть на планетах Альдераан, Джестрон і Гаруун Кал.

### Грайвех
Напіврозумна людиноподібна істота з планети Еалор заввишки до 2,5 м.

### Граул
Великий хижак з планети Дантуїн. Він схожий на ранкора з Датоміра, лише відрізнявся зеленим забарвленням шкіри і парою рогів, які виступали з голови. Граули були відомі тим, що з'їдали своїх дитинчат.

### Грейсор
Чотириногі, м'ясоїдні примати з планети Набу. Довгий час використовувалися під час полювання і спостереження за птахами набуанською аристократією.

### Гротсет
Чотириметрова, хижа, небезпечна риби з планети Баралоу. Вони були стадними хижаками.

### Гссісс
Гссісс або дракон Темної сторони — напіврозумні рептилії, котрі володіли здатністю впливати на чутливих до Сили істот. Під час укусу гссісса жертва ставала отруєною отрутою Темної сторони. Також гссісси вміли приховувати себе і ставати невидимими, ймовірно, роблячи це за допомогою Сили. Люті хижаки, гссісси зародилися на планеті Амбрія і були одними з небагатьох видів, які пережили знищення планети. Вони жили в озері Натт і по його берегах.

### Гуалама
Слухняний і стрімкий чотириногий звір, родом ізНабу. Вони живуть у табунах, білого забарвлення з довгим, хвостом, є роги на вершині голови. Їхні менші родичі називаються гуалари.

### Гулліпуд
Самонадувна амфібія, яка використовується гунганами для ігри з м'ячем на планетах, таких як Набу, Манаан, Селонія і Дралл.

### Гунгани
Розумна земноводна істота виростає на болотах Набу. Гунгани вперше з'явилися в серії Зоряні війни. Епізод I. Прихована загроза. Джа Джа Бінкс, головний герой, є гунганом, і, незважаючи на низький рівень інтелекту, він стає представником в галактичному сенаті замість Падме Амідала.

### Гундарк
Гундарки — великі грізні хижі істоти з планети Ванкор.

## Д

### Дактілліон
Чотириногі ящірки з крилами і роздвоєним дзьобом. Вони літають в небі планети Утапау.

### Данчаф
Також відомі як «деревні гобліни», поширені на планеті Гарбан. Ці деревні істоти є лютими м'ясоїдами, які нападають на необережних мандрівників в лісах Гарбана. Можуть вирости до 2 м (6,5 футів) заввишки.

### Даштанський вугор
Вид, що зустрічається на планеті Орд Цестус. Має здатність використовувати Силу. Вони були біологічною частиною дроїда JK-13.

### Деревна черепаха
Деревні черепахи — це різновид черепах, який мешкає на планеті Абелот.

### Дерколо
Агресивний хижак, абориген планети Сілерон.

### Джави
Невисокі гуманоїди з планети Татуїн. Джави носили широкий одяг, що приховував їх з ніг до голови. Джави кочували по пустелі на гігантських краулерах в пошуках техніки, що вийшла з ладу, майстерно ремонтували її і продавали місцевим фермерам.

### Джакраб
Довговухий, швидкий, зайцеподібний гризун із Татуїна.

### Джіяв
Шкірястокрилі птахоподібні істоти, які живуть на Набу і Ендорі.

### Джеонозіанці
Розумні, крилаті, комахоїдні істоти родом з планети Джеонозіс.

### Діанога
Діаноги, також відомі як сміттєвий кальмар — великі, високо адаптовані головоногі, здатні рости до 10 м (32,8 футів) в довжину. Вони мають сферичне тіло, сім щупалець, горлянку, що містить численні зуби, а також одне велике око на стеблі. Вони виникли в болотах планети Водран, але їх можна знайти в багатьох резервуарах рідкого сміття або стічних водах на будь-якій планеті в Галактиці, живуть за рахунок будь-якої органічної речовини. Вони в першу чергу сміттярі, і тільки становлять небезпеку для живих істот, коли голодний або зляканий.

### Драагакс
Стайні мисливці, які полюють в екваторіальних лугах планети Релкасс. Вони полюють на дрібних гризунів, також споживають дикі рослини. Коли рослини цвітуть у сухий сезон, вони забезпечують драагаксів наркотиком, який примушує їх у нестямі нападати все живе на своєму шляху.

### Дракозмія
Це довгі, люті істоти, які ростуть на болотах планет Дагоба і Нал Гатта. Один з найнебезпечніших хижаків Дагоба. Вони виростають в середньому до 7 метрів і можуть важити до 50 000 кг. У неї витягнуте товсте тіло, потужні лапи з гострими кігтями і довгий хвіст. На голові дракозмії плоский ніс — хоча більшу частину морди займає паща повна гострих іклів — і великі вуха, розташовані прямо за вузькими очима. Хвіст, довгий і плоский, усіяний шипами, які можуть використовуватися для атаки. А шкіра може винести постріл з малопотужного бластера.

### Дрексл
Велетенські літаючі істоти, розмах крил до 20 м, зеленого забарвлення, і мають зуби розміром із людську руку. Вони є рідними для планети Ондерон. Доросла форма може літати, і використовується як транспортний засіб і бойова тварина. Личинки дрексла не можуть літати, але сильні і надзвичайно жорстокі.

### Дрендек
Дрендеки — це великі ящірки, які мешкають на планеті Абелот.

### Дуїбіт
Невеликий червонувато-бурий жук, родом із галактики Юужан-Вонг. Дуїбіти були використані в
як зброя. Коли вони були поселені на Белкадані, вони випромінювали вкрай шкідливі випари, які зробили планету непридатною для життя.

### Дуракретський слимак
Істота поширилася по всій Галактиці з фрахтувальниками і вантажними суднами. Дуракретські слимаки риють тунелі у фундаментах будівель і живляться бетоном. Деякі зразки досягають 10 м (32,8 футів) завдовжки. Вони можуть споживати практично будь-який вид бетону.

### Дьюбек
Травоїдні нерозумні рептилії, що населяли безлюдні пустелі планети Татуїн. Їх одомашнили задовго до того, як Імперія дісталася до цієї планети, де кожна крапля води цінувалася на вагу золота. Фермери використовували їх як в'ючних тварин, а тускенські розбійники для охорони.

## E

### Еопі
Еопі заввишки 1,75 м, травоїдні істоти, що поширені на планеті Татуїн, з'являються у всіх трьох фільмах приквела. Чотириногі звірі, відрізняються блідою шкірою і довгою гнучкою мордою. Біла бліда шкіра допомагає утримувати істотам прохолоду, відображаючи інтенсивне сонячне світло подвійного сонця планети. Використовуються як в'ючна тварина через їхню витривалість і здатність нести багато вантажу. Вони відомі своєю впертістю і буркотливість і за те, що мають неймовірно потужне газовиділення.

### Евоки
Невелика, розумна пухнаста істота, яка живе на деревах на лісовому місяці Ендор.

## Є

### Єомет
Маленькі, всеїдні істоти, якими кишать численні міські світи, космічні станції і космічні кораблі.

## З

### Забраки
Розумна гуманоїдна раса з Ірідоніі, планети Середнього Кільця, відомої суворим кліматом і небезпечними хижими формами життя. Раса мала гостре почуття самовизначення, незалежності і домінування. Забраки — гуманоїди рудиментарними ріжками на голові і добре розвиненою силою волі. Вид розділений на безліч різних рас, наприклад, чоловіків-датомірців, що відрізняються різними формами рогів. Забраки також люблять робити на своїх тілах і обличчях численні заплутані татуювання крученої форми, призначені для відображення їхньої індивідуальності. У датомірських забраків татуювання грають роль традиційних маркувань воїнів.

### Заккег
Заккеги були альфа-хижаками з місяця Ондерона Дксун. Ящероподібні істоти мали міцну луску і домінували над усіма іншими нерозумними мешканцями лісистого супутника.

### Зілло
Давня істота з планети Маластар з п'ятьма руками і заввишки 96 м.

## І

### Ікопі
Прудконогі копитні, які живуть на рівнинах Набу.

### Іріаз
Двоногі копитні з одним рогом, довгим кенгуруподібним хвостом і коричневим хутром. Вони живуть на Муунілінсті і Дантуїні.

### Ісаламірі
Пухнасті саламандроподібні істоти, які живуть на планеті Міркр. Середня довжина дорослої особини складала близько 50 сантиметрів. Тварини славилися здатністю відображати Силу, створюючи нейтральні зони. Цей природний механізм захищав від хижих ворнскрів, вкрай чутливих до Сили.

### Іторіанці
Іторіанці, яких часто називали молотоголові, були розумною расою з планети Ітор. Представники цієї раси мали унікальний подвійний ротовий апарат, ротові порожнини якого перебували на обох щоках.

## Й

### Йорикський корал
Йорикський корал був основним суднобудівним матеріалом Юужань-Вонгів. Його вирощували на планеті у вигляді корабля, а потім симбіотичні істоти імплантировались або вирощувалися в ньому для виконання функцій корабля. Він поглинав матеріал, на якому ріс (скелі, неочищена руда або уламки ворожих бункерів або будівель), але також був потрібний органічний матеріал. У завершеному кораблі корал з'єднувався з нервовою системою, яка контролювала і координувала різні біоти, а також їхні системи кровообігу.

## К

### Кааду
Великі, качкоподібні, водоплавні істоти, які живуть в болотах планети Набу. Гунгани використовувати їх для верхової їзди.

### Калак
Великі і дуже дурні рептилії, які сягають 2,35 м (7,7 футів) завдовжки. Вони живуть на планеті Мобус і мають жорстку шкуру, тим самим роблячи їх важкими для полювання.

### Каміноанці
Каміноанці — високі, худі істоти з блідою шкірою і довгою шиєю з водної планети Каміно. Каміноанці самотньо жили в містах на палях, побудованих посеред планетарного океану. Одним з таких міст був Тайпока-Сіті. Внаслідок катастрофи планетарного масштабу, коли суша була повністю затоплена океаном, каміноанці, не будучи расою, здатною жити на глибині, були змушені вдосконалювати себе, зайнявшись генною інженерією, і вести вибракування. Утворився кастовий устрій суспільства.

### Кам'яні кліщі
Живі організми, родини ракоподібних. Вони чіплялися до космічних кораблів і будівель, споживали корпус і металеві покриття як їжу за допомогою своїх потужних, гострих щелеп і кислотної слини. Харчувалися зазвичай силікатами і сплавами металів. Три окремих кам'яних кліща могли об'єднуватися в симбіоти, які володіли ще міцнішою оболонкою. Як захист, вони могли бити електричним струмом через щуп на хвості.

### Канальний черв'як
Канальний черв'як це довгий черв'як, який живе у підземних каналах електроживлення на планеті Корускант і живиться електричним струмом, що проходить через них. Вони також можуть бути залучені до електричної активності в головному мозку, якщо вони не знаходять сильнішого електричного джерела живлення, щоб харчуватися. Багато людей розбуджені на Корусканті, знаходять один з щупів хробака, що повзе до їхнього вуха. Черви можуть жити на зорельотах, викликаючи перебої в подачі електроенергії і розглядаються як паразити.

### Кан-целл
Величезна жахлиа бабка, близько 1,5 м (4,9 футів) завдовжки, яка летає в небі планет Кашиїк і Тет.

### Каннок
Хижак з планети Ондерон і її місяця Дксун, є одним з чотирьох відомих видів хижаків тих світів. Завдовжки до 1 м. Канноки вважалися відносно нешкідливими для людей, але у них була звичка їсти все, що може поміститися в рот. Вони були витривалими і здатними вижити у середовищі джунглів Дксуна. У м'язистих канноків було двоє обертових очей, незалежних один від одного. На спині і на довгому хвості були шипи.

### Каньйонний крайт-дракон
Каньйонний крайт-дракон — підвид крайт-дракона, який живе в кам'яних печерах і ущелинах планети Татуїн. Завдовжки від 10 м (33 футів) до 30 м (98 футів). Каньйонний крайт є найменшим підвидом крайт-дракона. Харчується щурами, еопіями і одинокими бантами.

### Катський гончак
Істота з планети Дантуїн. Вони були розміром з велику собаку, покриті шерстю, і у них було по два пальця на кожному з чотирьох роздвоєних копит. Вони зазвичай не були ворожими, якщо їх не провокували.

### Келл-дракон
Хижаки з планети Руусан, що використовувалися найманцями і Темними джедаями. Вони є родичами крайт-драконів.

### Кирен
Невелика травоїдна комаха з планети Ансіон, який подорожує в зграї до 150 млн штук. У них немає ніг, і проводять більшу частину свого життя в повітрі, харчуючись на широких пасовищах Ансіона.

### Кібук
Швидкі, лугові копитні, що населяють планету Кашиїк. Ці швидкі ссавці використовують високі злаки своїх рідних пасовищ, щоб сховатися від потенційних хижаків. Самці мають короткі роги на верхній частині голови. Різні види відрізнялись формою рогів.

### Кімогіла
Велика рептильна істота з планети Лок, схожа на крайт-дракона з Татуїна.

### Кінрат
Кінрати були нерозумними комахоподібними істотами, які жили на планетах Дантуїн, Кашиїк і, можливо, на деяких інших планетах. Був більш небезпечний підвид кінратів — отруйний кінрат.

### Ккріітч
Птахоподібні істоти, які харчуються насінням і живуть на планеті Кашиїк.

### Клорський слизень
Великі червоподібні істоти родом з планети Коррібан. Поселяються у гробницях владик ситхів, і полюють на істот, що пробують пограбувати могилу (від археологів до помічників ситхів). Вони також знаходяться в декількох інших світах. Наприклад: Масивний Клорський слизень знайдений на Тарісі.

### Ковакіанська мавпоящірка
Раса двоногих плазунів з планети Коуак у Зовнішньому Кільці. Хоча у них не було вираженої культури, мавпоящери володіти інтелектом і незважаючи на злобну і дурну натуру визнані розумними багатьма фахівцями.

### Кондор-дракон
Кондор-дракони — літаючі рептилії із лісистого місяця Ендор. Вони мають чудовий зір і масивні ікла для розривання найтовстіших шкір. Розмах крил близько 3 м (9,8 футів). Відомо, що вони їдять евоків. Ховаються в печерах.

### Корієна
Смугасті хижаки, які полюють зграями. Вони схожі на вовків.

### Корусканський огр
Велика розумна істота, яка мешкає у підземному ярусі Корусканта. Вони мають жорстку сіру шкіру, загострені вуха і дуже гострі зуби. Ці звірі харчуються плоттю інших істот.

### Космічний слимак
Космічні слимаки представляють собою кремнієвих органічних зубастих червоподібних, химерна біологія яких дозволяє їм жити в безповітряному просторі, харчуватися випромінюванням зоряної енергії, мінералами з астероїдів і майноками (іншою життєвою формою на основі кремнію). Здебільшого слимаки одинокі істоти, що селяться на астероїдних полях, в печерах і кратерах астероїдів, де більш ніж достатньо їжі, а єдиним відомим небезпечним природним хижаком для них є колосальна ітулліанська оса. В середньому космічний слимак досягає 10 метрів в довжину, проте відомі історії про таких великих особин, які виростали до розмірів великого бойового зореліта і могли б в один присід заковтнути цілий космічний корабель. Майноки, яких проковтують дорослі слимаки, швидше стають внутрішніми паразитами, ніж перетравлюються.

### Крайт-дракон
Великі м'ясоїдні рептилії, що живуть на планеті Татуїн.

### Кракана
Водні істоти, які живуть на Мон Каламарі. Вони схожі на гігантських восьминогів, тому, що у них є багато щупалець. Кожне щупальце закінчується великим бритвоподібним пінцетом.

### Краціанський тампер
Двоногий звір, що широко використовується у малонаселених людських світах по всій галактиці як в'ючна та верхова тварина.

### Кроатор
Уродженець Виндігал II — планети з екстремальним ультрафіолетовим опроміненням. Безстатевий, нелітаючий птах із відбиваючим оперенням і незвично довгим хоботком, що використовується для всмоктування крихітних риб і комах для їжі. Мандрівники по Виндігалу II часто використовують його оперення як антирадіаційний захист.

### Ктон
Зомбіподібний гуманоїд, який походить від іншої людиноподібної істоти. Він харчується плоттю інших істот. Має величезні вуха, що дозволяє йому знайти шлях у темних підземелях Корускант, але не має очей, так як від них не має ніякої користі у темряві. Ктони живуть невеликими групами і нападають на необережних людей у каналах електромеханічних мереж і пожирають їх.

### Кухан
Довга, товста багатоніжка з сегментованим тілом, завдовжки приблизно 30 сантиметрів. Родом членистоногі були з планети Індоумодо, але також їх можна було зустріти і в інших світах, включаючи Джеонозіс, Татуїн, Гаморр, Кореллі і навіть Корусант. Кухани можуть вижити фактично в будь-яких екологічних умовах, за винятком надзвичайного холоду.

## Л

### Лаа
Риба, що за зовнішнім виглядом схожа на рибу-вудильника. Лаа живуть в болотах Набу.

### Лавова блоха
Шестиногі комахи, що живуть на вулканічній планеті Мустафар. Вони були добре пристосовані до життя на поверхні вогняного світу завдяки своїм жорстким екзоскелетам. Жили та живились у корі планети, утворюючи безліч підземних печер, які заселяли корінні мустафаріанські види. Вони були приручені мустафаріанцями і використовувались як їздові тварини.

### Лазаючий таунтаун
Невеликий підвид таунтауна. Вони вилазять на скелі, щоб знайти лишайники, якими вони займаються. Вони живуть на холодній планеті Хот.

### Лейгрек
Великі павукоподібні з планети Дантуїн. Вони люблять вологі, темні ділянки і оселилися в руїнах Анклаву Джедаїв після того, як він був засипаний Дартом Малакою під час Громадянської Війни Джедаїв. Їхній укус є болючим, але не отруйним.

### Лепи
Раса істот, яка нагадувала зайців, що мали забарвлення хутра від зеленого до темно-синього. Їхніми найпримітнішими рисами були довгі вуха і передні різці. Раса походила з планети Коушель-Прайм, але високий рівень відтворення змусив лепів колонізувати всю зоряну систему. Хижі зайці жили зграями. Рухливість і моторність лепів була загальновідома, так само як і їхні уразливість. Вони дуже легко ображалася за свою сім'ю або расу.

### Лілек
Найнебезпечніший хижак на планеті Рілот. Одна з небагатьох істот, що здатна вижити в суворих умовах Яскравих земель. Лілеки — високі істоти з товстим зовнішнім скелетом, що мають гострі, схожі на списи кінцівки, потужні щелепи і сильні щупальця.

### Лопер
Маленькі, опосумоподібні, стайні, хижі гризуни з четвертої місяця Явіна. Їх легко впізнати за розкішним червоним хутром, гострими зубами і кігтями, і голим хвостом.

### Люди
Найчисленніша і політично домінуюча розумна раса, що мала мільйони головних і незначних колоній по всій Галактиці. Передбачається, що вони походять з планети Корусант. Вони займалися будь-якою з існуючих діяльностей. Оскільки люди були найбільш поширеною розумною расою, їх вважали чимось на зразок стандарту, порівнюючи їхню біологію, психологію та культуру з іншими расами, що укупі з властивою багатьом людям ксенофобією призвело до антилюдських настроїв серед представників багатьох інших рас. Вони єдина раса, що взята як чиста Імператором Палпатіном.

## М

### Майджітонський як
Білі якоподібні істоти, які живуть на Майджіто.

### Майнок
Заснована на кремнії форма життя, що була справжнім лихом для капітанів зорелітів по всій галактиці. Справа в тому, що майноки харчувалися енергією, вважаючи за кращу зоряну або електромагнітну.
Хоча була поширена думка, ніби майноки родом з системи Орд-Майнок, справжнє їхнє походження залишалося невідомим. Не виключено, що майноки взагалі зародилися в космічному безповітряному просторі, оскільки середовище більшості планет для них на перевірку виявляється смертельним.
Майноки позбавлені розуму, а по своїй біологічній будові нагадують мікроскопічні організми, що мешкають в кисневому середовищі. У них мало органів, а розмножуються вони поділом, як і більшість одноклітинних.

### Малія
Малії були хижими тваринами з планети Рагун VI. Незважаючи на свої невеликі розміри, вони були хитрими, моторними, швидкими, жорстокими і неймовірно небезпечними хижаками. Їхня морда була витягнута. Також вони мали яскраві очі і три ряди гострих зубів.

### Мандалорці
Раса сірошкірих гуманоїдів, що походять від расу таунгів, що жили на планеті Корускант задовго до приходу людей. Спочатку мандалорські клани складалися лише з таунгів. Їх очолював Мандалор Перший. Вони підкорили планету у Зовнішньому Кільці і назвали її Мандалор в честь свого лідера. Потім таунги стали називати себе мандалорцями і отримали в Галактиці репутацію найкращих воїнів, що насолоджуються битвою. Їх відрізняла любов до гострої колючо-ріжучої зброї і суворе дотримання кодексу честі. Перші мандалорці носили обладунки хрестоносців, що мали відмінності у кожного воїна. Після зникнення таунгів, мандалорська культура вижила і включала в себе різні види істот із галактики.

### Мопс-стрибун
Жорсткі екзоскелетні істоти, які живуть на Кашиїку.

### Мараму
Травоїдні волохаті істот на місяці Ендора. Вони стояли у вертикальному положенні на потужних копитнних задніх ногах і пересувалися за допомогою стрибків. Верхні кінцівки також закінчувалися копитами, роги виступали зі сторін голови, була грива і довгий хвіст.

### Массіфф
Істоти, що поширені по всій галактиці, в тому числі на планетах Геонозіс і Татуїн. Вони використовуються як домашні тварини і охоронці.

### Мінстингар
Велика мавподібна істота, що жила на планеті Кашиїк. Їхня шкіра була зеленого або коричневого кольору. Мали елементарну соціальну структуру.

### Мого
Верблюдоподібна істота з десятьма ногами, що населяє планету Роон; Кошлате хутро зберігає тепло в холодних горах. Мого використовували для транспортування і їжі, а їхнє хутро для пошиття одягу.

### Мотт
Сильні, рогаті ссавці, які живуть на Набу і Мімбані. Вони схожі на помісь носорога і бегемота з оранжево-коричневою шкірою та білими смугами. Мотти легко піддаються одомашненню.

### Мутріок
Чотиринога істота, що поширена на Сокорро. Він часто полює на тракорів.

### Муф
Середніх розмірів, поодинокі істоти, які збираються разом лише щоб нагодуватись або для розмноження. Вони схожі на ведмедів. Живуть на планеті Кашиїк.

## Н

### Неймодіанський птах-пілат
Красиві білі і чорні папуги, що мешкають у Неймодії і є символом багатства їхнього власника.

### Неймодіанці
Розумна раса людиноподібних гуманоїдів, що мають віддалений генетичний зв'язок з дуросами. Раса веде походження з планети Неймодія, а також володіє колоніями Кейто-Неймодія, Деко Неймодія і Кору Неймодія. Неймодіанці відомі своєю жадібністю і боягузтвом. Здатні бачити в інфрачервоному спектрі. Для неймодіанцев величезне значення мають багатства і матеріальні насолоди, тому вони йдуть на багато щоб їх дістати.

### Нек
Чотиринога істота, що нагадує лису м'язисту собаку з трьома великими кігтями на кожній лапі і великими зубами. Їх називають «бойовими собаками» і розводять у системі Кібборея для продажу на Галактичному чорному ринку. Ці величезні і агресивні істоти іноді оснащені бронею.

### Нексу
Нексу — хижаки родини котячих, спочатку проживали в холодних лісах континенту Індона на планеті Чолганна. Мав додаткову пару очей, здатну бачити в інфрачервоному спектрі, що дозволяло розрізняти теплові сліди, що залишаються щуром-короїдом і деревним восьминогом, які становлять основний раціон нексу. Ці хижаки часто були експортним товаром, і використовувалися для охорони, як на Маластарі, або в боях на аренах, як на Джеонозісі. Довжина нексу становила 4,5 метрів, а висота близько метра.

### Нерф
Маленькі, волохаті, рогаті травоїдні, що нагадують яків. Розводяться на багатьох планетах, в тому числі Альдераан, Джестрон і Кореллі, заради їхнього хутра і м'яса. Середній нерф довжиною близько двох метрів, а також понад метр заввишки. Вони мають довгі, скручені роги, що стирчать з голови.

### Нібрай
Велетенські скатоподібні істоти. Вони живуть в безповітряному просторі, використовують туманності як нерестовища. Знайдені також на планетах, таких як кораловий місяць Рагоса і місяць Ріші.

### Нік
Ніки — невеликі (близько 0,3 метра завдовжки) травоїдні рептилії з планети Амбрея, що живуть в зграях. Через невеликі розміри вони часто стають здобиччю для хижаків, особливо для своїх більших родичів — гссіссів. Основний спосіб захисту ніків від хижаків — це дуже короткий цикл сну і неспання: в середньому нік спить по 1-2 години, так що щонайменше чверть зграї завжди не спить. Ці ящірки відрізняються унікальною будовою скелета — на відміну від багатьох рептилій ніки пересуваються на задніх лапах, передні у них значно менші, і ніки користуються ними як руками, наявність пальців на яких дозволяє ящіркам збирати рослини. Довгий хвіст допомагає нікам відмінно тримати рівновагу і виконує роль стабілізатора при пересуванні. Ніки можуть розвивати швидкість до 60 кілометрів на годину. Будова очей дозволяє вловлювати і посилювати світловий потік, забезпечуючи високу деталізацію побаченого навіть при поганому освітленні. Завдяки чудовому слуху і зору ніки можуть дізнатися про небезпеку задовго до зіткнення з нею.

### Ногрі
Раса розумних низькорослих гуманоїдів з планети Хоногр. Вони мали сіро-сталевий або блакитний колір шкіри, і були дуже досвідченими вбивцями, завдяки своїм здібностям в скритності і в рукопашному бою. Незважаючи на малі розміри, вони були ефективними машинами для вбивства, з кігтями, іклами і хорошим нюхом. Галактична Імперія, як правило, використовувала їх як найманих убивць. Пізніше, Лея Органа Соло змогла довести, що вони були обманом завербовані на службу Імперії, і вони присягнули їй і її сім'ї. Вони стали працювали охоронцями для Нової Республіки.

### Нудж
Болотні ящірки, схожі на хамелеонів. Вони є рідними для боліт планети Дагоба.

### Нуна
Незвичайний нелітаючий птах, що походить з боліт планети Набу. Як правило, нуни харчуються болотними рослинами і дрібними земноводними, хоча, якщо їжі мало, не гребують іншою їжею. В більшості своїй вони поодинокі тварини і збираються у великі зграї тільки під час сезонних міграцій. Зазвичай вони знімаються з місця, коли в результаті спеки пересихають їхні місця годівлі. Непосидючі й полохливі, нуни рятуються втечею від усіх загроз, тільки в крайньому випадку відбиваючись своїми сильними ногами. У нун, на яких заради смачного м'яса полюють гунгани, дуже високі відтворювальні здатності, що забезпечують виду тривале існування.

## О

### Опі
Рибоподібні істоти, що поширені в океанах Набу. Вони мали сильну броню і щелепи.

### Орбаліск
Паразитичні істоти, що живуть групами на планеті Дксун. Живуть в печерах або інших темних місцях в стані близькому до сну, поки не виявляють відповідну мету. Прикріплені до шкіри господаря, орбаліски починають інтенсивно розмножуватися і рости, огортаючи і душачи свою жертву. Вони харчуються енергією темної сторони Сили.

### Оррей
Жжеонозійська тварина, що використовувалася джеонозійцями до і під час Війн клонів. Оррей міг швидко пересуватися і виносити достатню вагу, що зробило його дуже популярною їздовою тваринам. Оррей мав виступаючу вперед морду, позбавлену гострих зубів. На початку Війн клонів на цих тваринах їздили сепаратистські дроїди-піхотинці (зазвичай бойові супердроїди B2). Їхні орреї були прикриті обладунками.

### Ослет
Боязкі істоти, які живуть в джунглях планети Джоралла. Сягають 3 м заввишки.

## П

### Паген
Сині та червоні болотні птахи, які живуть на планеті Віндзор.

### Пазуриста риба Коло
Велика і жахлива тварина, що мешкає у глибинних водах пористих каверн у центрі планети Набу. Коло мав плоске вугроподібне тіло, біолюмінесцентний хвіст, крокодилячу голову, ряд гострих зубів, а також міцні щелепи. Виростає до 40 м завдовжки. Щелепи виділяють отруту, що паралізує жертву.

### Пазуристий птах
Птах з чорним оперенням, що живиться падлом, схожий на яструба. Поширений на Татуїні, Джеонозісі і Вейланді.

### Пеко пеко
Літаючі рептилії з фіолетовими пір'ям, які ростуть у болотистих районах Набу. Вони здатні наслідувати звуки інших істот і часто містяться як домашні тварини у домах гунганів.

### Пікобі
Динозавроподібні істоти, які живуть в болотах Набу.

### Профогг
Маленькі істоти, що нагадують лугових собачок, які живуть на Татуїні.

### Птах-міль
Птах-міль — це комаха, яка мешкає на планеті Абелот. Вони демонструють вражаючу кількість кольорів включно з червоним, жовтим та блакитним. Їх величина може коливатися від розмірів людського нігтя до розмірів людської голови.

## Р

### Веселковий самоцвіт
Веселкові самоцвіти — кремнієва форма життя, що поширена на планеті Галлінор. Веселкові самоцвіти могли «зріти» впродовж тисяч років, а дозрівши, починали випромінювати світло. Незважаючи на їхню біологічну природу, самоцвіти могли бути використані як кристали для світлового меча.

### Ракгул
Істоти-мутанти, створені Лордом ситхів Карнессом Муром.

### Ранкор
Істоти з планети Датомір, що сягають у висоту приблизно п'яти-десяти метрів. Вони відносяться до теплокровних рептилій. Ранкори були заселені на планети Оттеса, Корулаг і Лехон внаслідок падіння кораблів, які їх перевозили.

### Раттар
Великий хижак з округлим тулубом і специфічною манерою пересування, що найбільше нагадує восьминога або каракатицю. У них було велике, схоже на слимака, тіло і досить маленький мозок, також були довгі щупальцеподібні відростки. Як і схожий з ними вид сарлакк, раттари споживали в їжу практично все, що здатне було вміститися в їхній рот, який був у формі воронки, з рядами гострих зубів, незалежно від того, чи зможуть це переварити. Для пересування раттари втягували свої події в тіло і в формі кулі котилися вперед.

### Ревун
Хижі рептилії, що жили в джунглях четвертого місяця Явина. Їх так прозвали за повадки оглушати жертв пронизливим ревом при нападі, який містив ультразвукові коливання, здатні паралізувати багато видів живих істот. Ці тварини зазвичай пересувалися повзучи на чотирьох лапах, але могли вставати на задні перед стрибком або щоб атакувати передніми.

### Рік
Велика рогата чотиринога рептилія, родом з Ілезії, а також з Кодіанського Місяця, де невеликі стада цих тварин пасуться на великих рівнинах, порослих деревним мохом. Ріка любили використовувати організатори гладіаторських боїв, через розміри і товсту грубу шкіру, яку неймовірно важко пошкодити.

### Ронзький кабан
Агресивний свинячий вид, що мешкає на Мімбані.

### Ронто
Ронто були ссавцями, великими, масивними в'ючними тваринами, яких джави з планети Татуїн, в основному, так і використовували. Ронто були відомі своєю відданістю і силою — один ронто був здатний перевозити сотні кілограмів вантажу. Незважаючи на солідні розміри, які могли б налякати будь-якого нападника, навіть тускенського рейдера, ронто вважалися дуже полохливими і боязкими створіннями, особливо в густонаселених міських районах.

### Ро-ру
Лемуроподібні істоти, які живуть на Кашиїку і Мімбані.

### Руггер
Маленькі, пухнасті гризуни, знайдені на лісистому супутнику Ендора.

## С

### Сандо— водяний монстр
Водні ссавці завдовжки до 200 метрів із планети Набу. Найбільший хижак планети, живиться іншими великими істотами.

### Сарлакк
Величезна всеїдна істота, яка більше скидається на рослину, ніж тварину. Зустрічається на декількох планетах, в першу чергу Татуїні. Найбільший відомий представник виду знаходиться на Фелуції, завдовжки у кілька кілометрів. Джабба Гатт кидає своїх ворогів у сарлакка, який потім повільно перетравлює їх тисячу років.

### Скетто
Літаючі рептилії, які живуть на Татуїні. Вони активні в сутінках і живляться кров'ю великих ссавців.

### Скік
Ящірка родом з Татуїна. Вона з'являється в відеогрі Star Wars Galaxies.

### Слівіліт
Велика, зелена, аморфна істота, яке живиться енергією навколишнього середовища і сонячною радіацією в космосі. Слівіліти мають напівпрозору голову з двома червоними очима і двома антенними стеблами. Задня частина тіла звужується в масу щупалець. Вони мають перетинчасті крила, за допомогою яких пересуваються космосом або атмосферою.

### Слін
Ящірка з планети Дагоба.

### Снарб
Двонога сіра ящірка із планети Мімбан.

### Спайсовий павук
Спайсовий павук або енергетичний павук — павукоподібне, що живе в спайсових шахтах на планеті Кессель. Вони мешкають в повній темряві в глибинах печер, обплітаючи стіни павутиною з гліттерстіма, рідкісним видом спайсу. Павуки випльовують павутину з рота, щоб зловити здобич, яку потім проколюють і швидко вбивають, висмоктуючи з неї життєву енергію. Енергетичні павуки — одна з багатьох небезпек, які підстерігають видобувачів спайсу, особливо тих, хто ризикнув забратися занадто глибоко в печери, де живуть ці павуки.

### Стага
Стадні тварини на планеті Амбрія.

### Стрибун
Розумна раса істот-телепатів, що живе на планеті Руусан. Ця давня і мудра раса була так названа через спосіб пересування — будучи дуже легкими, вони можуть відштовхуватися від землі і дуже довго літати в повітрі. Зовні вони представляють собою кулю, покриту густим зеленим хутром. На їхньому тілі знаходиться безліч щупалець, якими вони можуть копати або писати. Перше, що кидається в очі при погляді на стрибуна — повна відсутність рота і носа. Як вони дихають і харчуються, не відомо. Спілкуються стрибуни, проектуючи зображення і свої думки в розум співрозмовника.

### Суубатар
Верхова тварина, які живе на пасовищах Ансіона. Завдовжки 6 м (19,7 футів). Можуть подорожувати на вражаючій швидкості завдяки своїм шістьом м'язистим ногам. Вони всеїдні.

## Т

### Талортаї
Гуманоїдна раса, що відрізнялася, в першу чергу, рекордним в Галактиці життєвим циклом. Назва і розташування світу, звідки ведуть рід ці істоти, так само як і епоха походження, невідомі. [1]

### Таозін
Таозін був гігантським кільчастим черв'яком з багатьма руками і ногами з місяця Ва'арта. Здатні плюватися шовковистою павутиною, щоб зловити свою здобич, таозіни мали природну броню, яка була майже повністю стійкою до світлового меча.

### Татуїнський ревун
Є уродженцем Татуїна, який нагадує вамп планети Хот, незважаючи на відсутність генетичного зв'язку. Вони розумні і поодинокі істоти.

### Таунтаун
Тварина з планети Хот, що поєднує в собі ознаки рептилій і теплокровних ссавців. Таунтауни широко використовувалися повстанцями, так як вони відмінно переносили холод і були ідеальними для пересування і патрулювання.

### Тах
Тах — маленька мавпоподібна істота з планети Кашиїк. Це більш-менш нешкідлива, цікава істота. Вона найімовірніше була предметом полювання катарнів. Тахи — це дуже дратівливі істоти, які можуть видавати щось на подобі вереску.

### Тві'лек
Розумна раса всеїдних гуманоїдів, що зародилася на планеті Рілот. Її представники воліли харчуватися грибами, цвіллю і м'ясом рікрітів. Відмінними рисами тві'леків є різнобарвна шкіра і парні відростки на голові, що мають форму щупалець. Відростки називаються «лекку». У тві'леків досить стандартна будова органів мови, що дозволяло їм навчатися більшості інопланетних мов, однак вони воліли тві'лекську мову, що використовує крім мови невеликі рухи лекку. Краса тві'лекських жінок була відома по всій Галактиці і через це їх часто продавали в рабство, роблячи танцівницями або символом положення в суспільстві.

### Теваксанський мародер
Величезний рептильний хижак на планеті Горш. Гучний, недалекий і незграбний звір. Він може вирости до 20 м (65,6 футів) в довжину і 8 м (26,2 футів) заввишки.

### Терентатек
Терентатеки були істотами Темної сторони Сили, які відгодовувались кров'ю і плоттю чутливих до Сили. Наповнені енергією Темної Сторони печери і могили, в основному, ситхського світу Коррібан були населені терентатеками, які отримали репутацію жахливих монстрів.

### Тернбі
Грізні звірі з екстрасенсорними здібностями, які живуть на Альманії. Вони волохаті, мають гігантські зуби і великі кігті, схожі на лева або вовка. Вони, як правило, досить грайливі істоти і часто утримуються як домашні тварини, хоча також використовуються як сторожові собаки.

### Тогрути
Гуманоїдна раса з планети Шілі. Расу відрізняють три, зрідка чотири, відростка на голові, подібні до лекко тві'леків. Відростки покриті смугами, щоб допомагати ховатися в природних умовах планети. Тогрути здатні на пасивну ехолокацію, вловлюючи звуки за рахунок порожніх рогів (монтралів) і визначаючи їх положення, а також близькість і рух об'єктів.

### Тортон
Червоні і зелені черепахоподібні істоти з довгими ногами. Вони живуть на набуанському супутнику Рорі.

### Тра'кор
Водяний родин ранкора із планети Сокорро.

### Транта
Транти являють собою групу тварин, що літають, поширених на Альдераані, Генезії, Мімбані, Беспіні і Дантуїні. У той час як існує безліч порід, що розрізняються за розміром і функціями (деякі для особистих поїздок, інші для масових повітряних поромів), більшість трантів служать для повітряного транспорту. Основною фізичною особливістю цих істот є скатоподібна форма.

### Треппок
Величезні риби, які виростають до 30 м (100 футів) завдовжки. Поширені в океані планеті Баралоу.

### Тук'ата
Чутливі до Сили Тук'ата, або гончаки Ситів, тисячами років використовувалися для того, щоб охороняти древні гробниці Темних Лордів Ситів на планеті Коррібан.

### Тунельна змія
Отруйні змії, що поширені в джунглях планет Кашиїк і Вейланд.

### Тускенські рейдери
Тускенські рейдери або піщані люди — примітивні кочові племена Татуїна, ворожі по відношенню до місцевих поселенців. Тускен майже завжди загорнуті повністю в одяг, приховуючи свою ідентичність.

### Тусккет
Шаблезуба кішка, що живе на Набу і, можливо, інших планетах, таких як Орто Плутонія.

## У

### Угнот
Гуманоїди, що мають схожість зі свинями, з трохи кирпатим носом з планети Джентес. У порівнянні з людьми їх можна назвати карликами. Угноти працелюбні і вірні, а їхнє суспільство промислово розвинене. Мають багату усну традицію. Угноти витривалі, можуть довгий час виносити важкі умови, живуть приблизно 200 років.

### Уіварл
Уіварл — це рептилія, яка мешкає на планеті Абелот. Уіварли є великими двоногими ящірками з широкими зеленими спинами, товстими хвостами та єдиним оком блакитного кольору. Кліпаюча плівка на оці опускається, коли ящірка готується до сну. Уіварли живуть стадами і коли виникає якась загроза, вони б'ють хвостами по землі, щоб попередити інших тварин в стаді.

### Уллер
Рогата істота з планети Кашиїк.

### Умгулліанські бульбашки
Умгулліанські бульбашки представляють собою сірувато-зелених найпростіших істот завдовжки до 1 м, яких різні раси виводять для різних цілей. Це великі одноклітинні організми; кожні три роки вони розмножуються за допомогою мітозу, а харчуються речовинами, які містяться в туманній атмосфері планети Умгул.

### Урусай
Літаюча рептилія із Татуїна.

### Уоррт
Істоти родом з Татуїна, хоча їх також бачили на Нал Гатта і Феді. Це були всеїдні тварини, що мали довгий язик, яким вони ловили дрібніших живих істот. Найвищий ріст уорртів — 1,5 метра.

## Ф

### Фабули
Кулясті істоти. Вони живуть у Дантаріанських саваннах на Дантуїні. Фабули іноді натикаюсься на колючки дерева Блба і там їх з'їдають м'ясоїдні равлики.

### Фалумпасет
Фалумпасет був великим ссавцем, що живе на планеті Набу. Вони були одомашнені гунганами і, поряд з іншими витривалими тваринами, такими як фамбаа, були використані для перевезення важких вантажів, таких як генератори силових щитів, які використовувались у битві при Набу.

### Фамбаа
Фамбаа є найбільшими наземними травоїдними боліт планети Набу. Істота з'являється в першому епізоді Зоряних війн. Фамбаа належать до амфібій, але мають лускату шкіру рептилій. Ці істоти можуть легко перекинути дерево, щоб дістати листя і ягоди. Вони також живляться підводними рослинами.
Фамбаа в дикій природі подорожує в стадах до 12 особин. Вони народжуються з вологою шкірою і зябрами. Хвости виростають після дозрівання, зябра зникають, і їхня шкіра твердне. Фамбаа одомашнені гунганами протягом тисячоліть. Використовується як в'ючні тварини і бойові машини.

### Фарпл
Малого та середнього розміру птах, що поширений на пустельній планеті Лок.

### Фелуціанська жужелиця
Також відома як гелагруб — велика комаха, яка живе на планеті Фелуція.

### Феннерська скеля
Феннерські скелі є нешкідливими, повільними істотами, які споживають лишайники, мох і водорості. Їх тіла нагадують гірські породи і може знаходитись на одному місці протягом тривалого часу. Мають великі та міцні щелепи, які можуть раптово відкрити, а іноді піднімати пронизливий вереск, для відлякування необережних перехожих.

### Фінок
Птахоподібні істоти з планети Талус, який утримували у вигляді екзотичних одомашнених тварин. Вони мали зміїний хвіст, а єдиними кінцівками були крила.

### Фіраксанська акула
Фіраксанські акули живуть на дні океану планети Манаан.

### Фоллінці
Розумна гуманоїдна раса з планети Фоллін. Фоллінці були зеленошкірими і чорнявими розумними гуманоїдами з характерними ребристими черепами і спинними хребтами. У кількох представників цієї раси були довгі нігті на руках і темні вуса і борода. Фоллінці були приблизно одного зросту з людьми.

### Форнтарч
Їстівні, деревні, м'ясоїдні гризуни, що мешкали у болотах планети Горш. Чекали на свою здобич на деревах, а потім стрибали вниз і пронизали її бритвоподібними передніми кінцівками.

### Фурноки
Фурноки — стадні хижі ящірки, які живуть на планеті Джестрон.

## Ц

### Ци'еен
Величезні довгошийні рептилієподібні риби, які є рідними для океанів планети Чад.

## Ч

### Черфер
Черфери це агресивні, чотириногі, стадні тварини з планети Елом. Вони всеїдні. Ці звірі швидко стають агресивнмми і віддають перевагу м'ясу.

### Чіїлак
Чіїлаки це шестиногі морські ссавці завдовжки 2,2 м, що зустрічаються в океанах льодовикових районів планети Міснор. Вони були хорошими плавцями і всеїдними, при цьому будучи відмінними мисливцями.

## Ш

### Шаак
Шаак — велика кочова травоїдна тварина, що бродить по рівнинах Набу, поїдаючи траву і квіти. Гладкі шааки, які подорожують стадами, служать важливим джерелом їжі як для набуанців, так і для гунганів. Дорослі шааки уникають боліт, тому що через свою величину ризикують там потонути. Молодняк, на відміну від дорослих особин, ще може плавати. Нешкідливі і повільні, чотириногі шааки — важлива ланка харчового ланцюга планети.

### Ширак
Великі, схожі на кажанів створіння, з гострими, як бритва, іклами, що живуть у печерах на Коррібані. Шираки є дуже небезпечними, тому що часто нападають зграями на перехожих.

### Штормовий звір
Великі напівгуманоїдні, нерозумні, хижі звірі, змінені енергією темної сторони, що жили на планеті Малакор V. Вони мали декілька незвичайних здібностей, включно зі здатністю створювати руйнівну хвилю звукової енергії та надзвичайною фізичною силою.

## Я

### Яструбиний кажан
Напівплазуни-напівптахи з кривим дзьобом і шкірястими крилами, які мешкають в урбанізованих світах, таких як Корусант і Таріс.